# Elindultam szép hazámból
Az Elindultam szép hazámbul régi stílusú magyar népdal. Bartók Béla gyűjtötte Békésgyulán 1906-ban.
1940. október 8-án Bartók Béla kivándorlása előtti zeneakadémiai búcsúkoncertje végén Bartók eljátszotta ezt a dalt, utalásként arra, hogy emigrálni készül.
Ballagáskor gyakran énekelt dal.

## Feldolgozások
| Szerző                        | Mire                       | Mű                                    | Előadás |
| ----------------------------- | -------------------------- | ------------------------------------- | ------- |
| Vásárhelyi Zoltán             | két egynemű szólam         | Erdő-mező, 6. kotta                   |         |
| Szőnyi Erzsébet               | három egynemű szólam       | 33 könnyű kórus népdalokra, 24. kotta |         |
| Bartók Béla (– Kodály Zoltán) | ének, zongora              | Magyar népdalok, 1. dal               | [ 3 ]   |
| Bartók Béla                   | ének, zongora              | Öt magyar népdal BB 97, 1. dal        | [ 4 ]   |
| Máriássy István               | zongora vagy ének és gitár | Elindultam szép hazámból, 70. kotta   |         |
| Ludvig József                 | ének, gitárakkordok        | Ballag már a vén diák, 8. oldal       |         |

## Kotta és dallam
| Elindultam szép hazámbul, híres kis Magyarországbul. Visszanéztem félutambul, szememből a könny kicsordult. | Bú ebédem, bú vacsorám, boldogtalan minden órám. Nézem a csillagos eget, sírok alatta eleget. | Én Istenem, rendelj szállást, Mert meguntam a bujdosást, Idegen földön a lakást, Éjjel-nappal a sok sírást. |

## Felvételek
Ének
- Miklósa Erika (YouTube)
- Nagy Zsuzsanna (YouTube)
- Rúzsa Magdi (YouTube)
- Herczku Ágnes (YouTube)
- Japán gyermekkórus (YouTube)

Kísérettel
- Jazz Friends (YouTube)
- Krajcsó Bence (YouTube)
- Nógrádi Tóth István Archiválva 2014. augusztus 21-i dátummal a Wayback Machine-ben audio (MusikMe)
- Domahidy László 0'00''–2'47'' (YouTube)
- Magyar Rózsa (YouTube)
- Holdviola 0'00''–1'00'' (YouTube)
- Miklóssy József (YouTube)